# Peñón de los Enamorados
El peñón de los Enamorados, también conocido como Peña de los Enamorados, es un monte situado en el término municipal de Yunquera, en la provincia española de Málaga. Esta montaña está situada en la Sierra de las Nieves y tiene una altitud de 1748 m s. n. m.
La zona es bastante pedregosa, siendo el macizo de material calizo al igual que el resto de la Sierra de las Nieves. Pueden encontrarse en la zona pinsapares y monte mediterráneo de encinar y matorral, con especial relevancia de los quejigales de alta montaña.

## Ascensión
Existen varios recorridos para su ascensión desde distintos puntos de la zona, pero las rutas más utilizadas son 3:
- Desde el Área Recreativa de los Quejigales.
- Desde Yunquera - Puerto Saucillo.
- Desde Caucon - Mirador Luis Ceballos.[1]

Estas rutas están calificadas como de dificultad media-alta por los organismos oficiales.